# 帕馬旗鱂
帕馬旗鱂，為輻鰭魚綱鱂形目鰕鱂亞目鰕鱂科的其中一種，為熱帶淡水魚，分布於非洲喀麥隆Pama河流域，體長可達3公分，棲息在溪流底中層水域，生活習性不明。

## 擴展閱讀
維基物種上的相關：帕馬旗鱂